# Nova Canaã Paulista (ort)
Nova Canaã Paulista är en ort i Brasilien.   Den ligger i kommunen Nova Canaã Paulista och delstaten São Paulo, i den södra delen av landet, 600 km sydväst om huvudstaden Brasília. Nova Canaã Paulista ligger 399 meter över havet och antalet invånare är 2 114.
Terrängen runt Nova Canaã Paulista är platt. Närmaste större samhälle är Santa Fé do Sul, 19,5 km norr om Nova Canaã Paulista.
Omgivningarna runt Nova Canaã Paulista är huvudsakligen savann. Runt Nova Canaã Paulista är det ganska glesbefolkat, med 27 invånare per kvadratkilometer.